# Return Of The Son Of...
Return Of The Son Of... a címe a Dweezil Zappa 2010-es, a Zappa Plays Zappa nevű zenekarával 2008-ban rögzített dupla koncertlemezének (Érdekesség, hogy a korábbi ilyen kiadványokkal ellentétben előadóként nem a zenekar neve, hanem Dweezilé szerepel az albumon). A kiadványon minden darab Dweezil apja, Frank Zappa szerzeménye.
A felvételek nagyobb része 2008 októberében készült a Morse Theaterben, Chicagóban. A "The Torture Never Stops" New Yorkból származik, október 31-éről, a "Zomby Woof" és a "Montana" 2009 nyaráról, Manchesterből (Anglia).

## Számlista

### Első lemez
1. The Deathless Horsie (6:16)
2. Andy (6:48)
3. Magic Fingers (3:29)
4. Broken Hearts Are For Assholes (3:36)
5. Bamboozled By Love (6:44)
6. King Kong (With Band Solos) (20:54)
7. Montana (6:46)
8. Inca Roads (12:04)

### Második lemez
1. The Torture Never Stops (13:11)
2. Dirty Love (2:59)
3. Zomby Woof (8:26)
4. Billy The Mountain (27:33)
5. Camarillo Brillo (3:52)
6. Pygmy Twylyte (11:06)

## A Zappa Plays Zappa itteni felállása
- Dweezil Zappa - gitár, ének
- Ben Thomas - ének (a Montana és Zomby Woof dalokban)
- Scheila Gonzalez - szaxofon, fuvola, billentyűs hangszerek és ének
- Aaron Arntz - billentyűs hangszerek, trombita, ének (kivéve: Montana és Zomby Woof)
- Ray White - gitár, ének (kivéve: Montana, King Kong, The Deathless Horsie, Dirty Love és Zomby Woof)
- Pete Griffin - basszusgitár
- Billy Hulting - marimba és más ütőhangszerek
- Jamie Kime - gitár
- Joe Travers - dobok, ének

## Külső linkek
- Return Of The Son Of...[halott link] az est.hu kritikája;